# Osiedle Niewiadów
Osiedle Niewiadów est une localité polonaise de la gmina d'Ujazd, située dans le powiat de Tomaszów Mazowiecki en voïvodie de Łódź.